# Cacopsylla coryli
Cacopsylla coryli är en insektsart som först beskrevs av Patch 1912.  Cacopsylla coryli ingår i släktet Cacopsylla och familjen rundbladloppor. Inga underarter finns listade i Catalogue of Life.